# Alba María Cabello
Alba María Cabello Rodilla (ur. 30 kwietnia 1986 w Madrycie) – hiszpańska pływaczka synchroniczna, dwukrotna medalistka olimpijska (Pekin, Londyn), siedmiokrotna medalistka mistrzostw świata.
W 2008 startowała w letnich igrzyskach olimpijskich w Pekinie, biorąc tam udział w rywalizacji drużyn i zdobywając srebrny medal dzięki rezultatowi 98,251 pkt. Cztery lata później startowała w letnich igrzyskach olimpijskich w Londynie, biorąc tam udział także wyłącznie w rywalizacji drużyn. W tej konkurencji Hiszpanka wywalczyła brązowy medal dzięki rezultatowi 193,12 pkt.
Począwszy od 2007 roku, pięciokrotnie startowała w mistrzostwach świata – medale zdobywała na czempionatach w Melbourne (1 brązowy), Rzymie (1 złoty), Szanghaju (2 brązowe) i Barcelonie (3 srebrne). W latach 2006–2016 na mistrzostwach Europy (m.in. Budapeszt, Eindhoven) wywalczyła dziesięć medali, w tym cztery złote.